# El Solar de la Abadía
El Solar es un centro comercial ubicado en Las Cañitas (barrio de Palermo), en la Ciudad de Buenos Aires, Argentina. 
Fue inaugurado en septiembre de 1995 y fue construido por el prestigioso estudio de arquitectos Bodas-Miani-Anger reciclando la antigua fábrica de gas carbónico "Gas Carbo". Este reciclaje le valió el premio Maxi Award al Diseño Innovador y Arquitectura, en mayo del año 1997.
Además de sus selectos locales de indumentaria, tecnología, accesorios y su completo patio de comidas, El Solar ofrece numerosas actividades culturales, recreativas y de entretenimiento para las 400.000 personas que lo visitan mensualmente, aunque otras fuentes ya hablaban que en el año 2005, visitaban el centro, un total de 7.800.000 personas al año.

## Locales
El shopping cuenta con 80 locales comerciales y 20 góndolas, con una gran variedad de marcas de primera línea.

## Cómo llegar
El edificio se encuentra en la Avenida Luis María Campos; en la manzana entre las calles Maure y Gorostiaga, frente al Hospital Militar Central y también, frente de la Abadía de San Benito.
Cuenta con un estacionamiento de dos subsuelos, para un albergue total de 220 vehículos (autos, motos y bicicletas).
También se puede llegar por las siguientes líneas de colectivos (ómnibus urbanos): 15 29 42 55 59 60 64 118.